# Barra do Kwanza
Barra do Kwanza és una comuna del municipi de Belas, a la província de Luanda. Està situada a la boca del Kwanza, 75 km a sud de Luanda.
És un lloc ideal per a la pesca esportiva i hi ha certes infraestructures turístiques, com un hotel i restaurants. És una de les entrades al Parc Nacional de Kissama.